# St. Christina (Herzebrock)

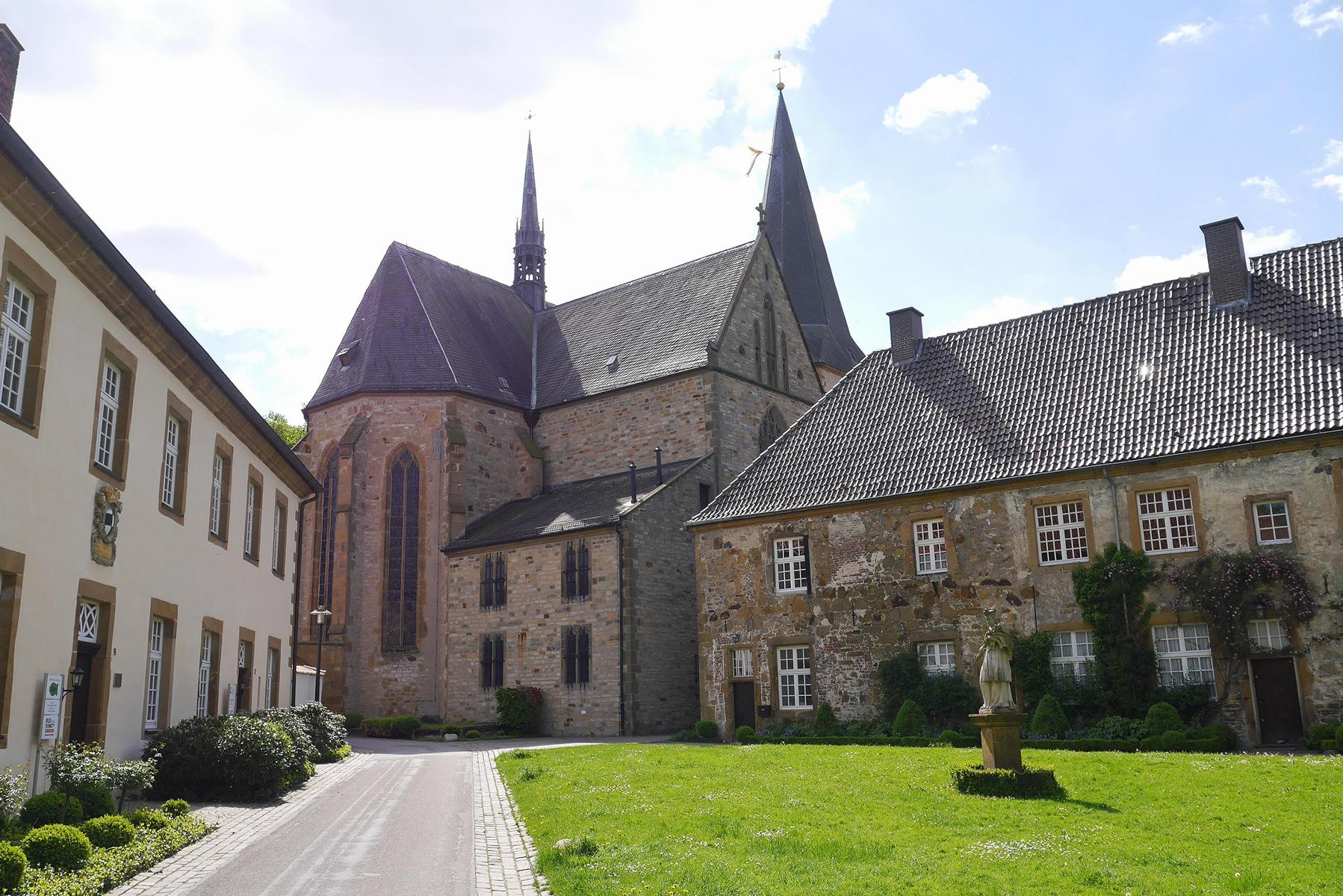
Katholische Pfarrkirche St. Christina, Außenansicht

Die römisch-katholische Pfarrkirche St. Christina ist ein denkmalgeschütztes Kirchengebäude in Herzebrock, einem Ortsteil von Herzebrock-Clarholz im Kreis Gütersloh (Nordrhein-Westfalen).
Das Gebäude steht unter der lfd. Nr. 10 in der Liste der Baudenkmäler in Herzebrock-Clarholz. Sie war bis 1803 Klosterkirche des Benediktinerklosters Herzebrock. Die kreuzförmige Basilika  mit einem ausladenden Querschiff wurde in Bruchstein gemauert. Der starke Westturm ist geschlämmt.
Die Gemeinde gehört zum Pastoralverbund Herzebrock-Clarholz des Dekanats Rietberg-Wiedenbrück im Erzbistum Paderborn.

## Geschichte und Architektur

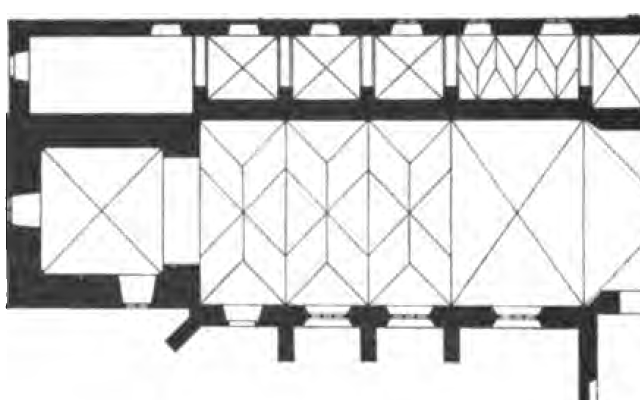
Grundriss nach Ludorff von 1901

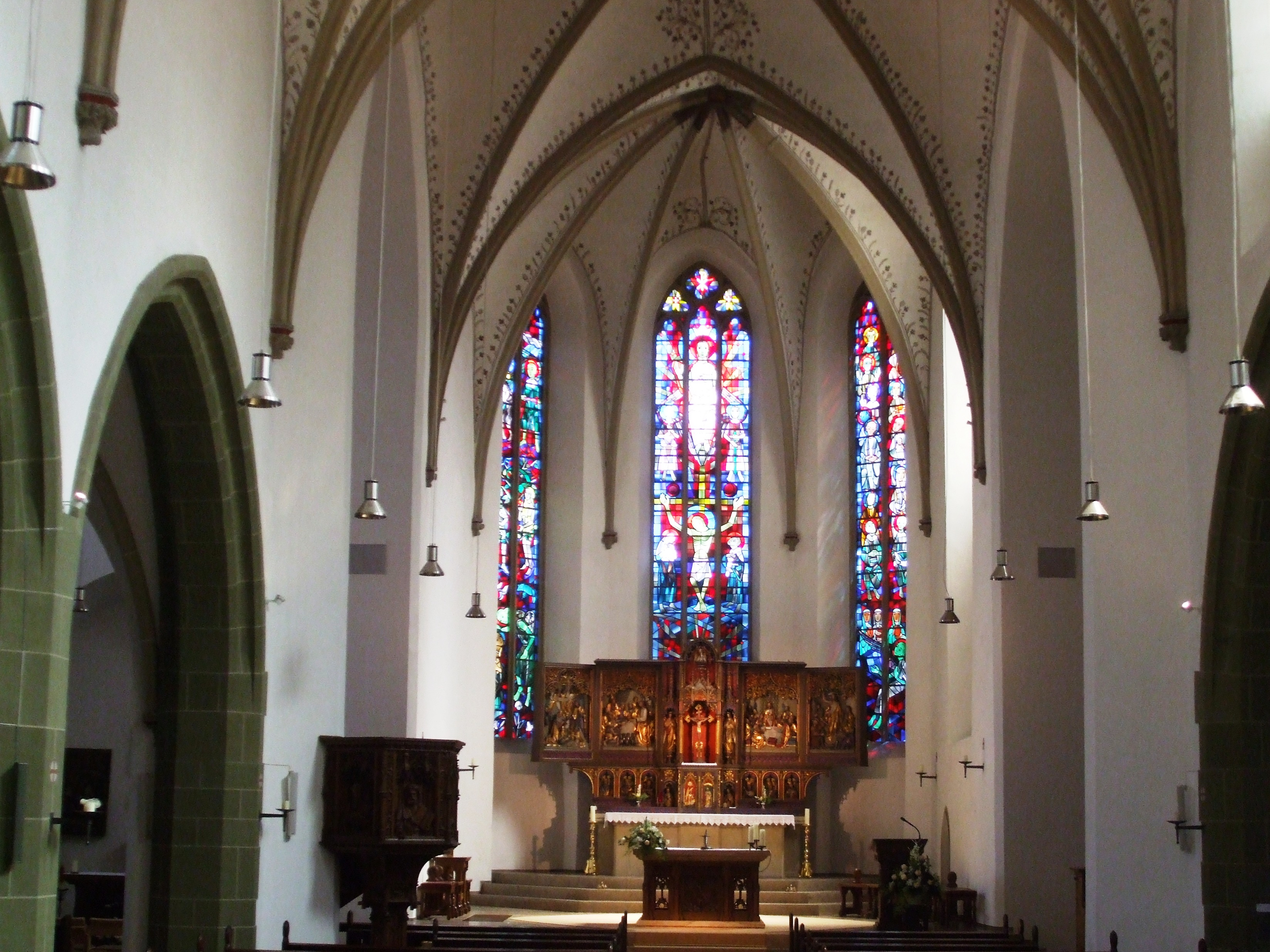
Blick auf den Chorraum

Die erste Vorgängerkirche war ein Holzbau, er wurde im 12. Jahrhundert durch eine einschiffige Anlage mit einem leicht eingezogenen Chor und Kirchturm errichtet. Der Prokurator Johannes von Hamm ordnete 1474 einen Neubau der Kirche an. Es wurden 50 rheinische Goldgulden bereitgestellt, die zinspflichtigen Höfe hatten Baumaterial zu stellen. Das romanische Gebäude wurde 1474 im Zuge der Bursfelder Reform abgebrochen und umfangreich umgebaut. Die neue spätgotische Kirche zu vier Jochen war einschiffig und schloss mit einem 5/8 Chor. Die drei westlichen Joche, zu denen auch der Nonnenchor gehörte, wurden mit Netzgewölben versehen. An die Nordseite wurde ein Kreuzgang angefügt, der von 1900 bis 1901 wieder abgebrochen wurde. Der Turm wurde 1705 im oberen Teil aufgestockt und mit einem spitzen Helm bekrönt. Die Eckquaderungen und Teile der Verblendungen sind in Sandstein ausgeführt. Das Gebäude wurde von 1898 bis 1901 nach Plänen des Paderborner Dom- und Diözesanbaumeisters Arnold Güldenpfennig umfangreich erweitert. Es wurden niedrige Seitenschiffe, das Querschiff die Taufkapelle und die südliche Apsis errichtet. Dabei blieben die Netzgewölbe des abgerissenen südlichen Kreuzgangflügels erhalten, sie fanden in dem nördlichen Kapellenanbau Wiederverwendung. Alte Gewölbemalereien, farbige Rankenmalereien des 15. Jahrhunderts, wurden 1958 aufgedeckt und restauriert. Die Wände des Haupt- und Seitenschiffes sind durch mit Maßwerk verzierte Fenster gegliedert.
Im Innenraum dominiert das spätgotische Mittelschiff, das hohe Querschiff ist nur wenig einbezogen. Das fast quadratische Vierungsjoch war im Mittelalter ein Teil des Chores. Die ehemalige Nonnenempore in einem Westjoch wurde 1901 abgebaut. Die Schlusssteine in den Gewölben zeigen Darstellungen der Hl. Christina und des Hl. Benedikt.

## Ausstattung

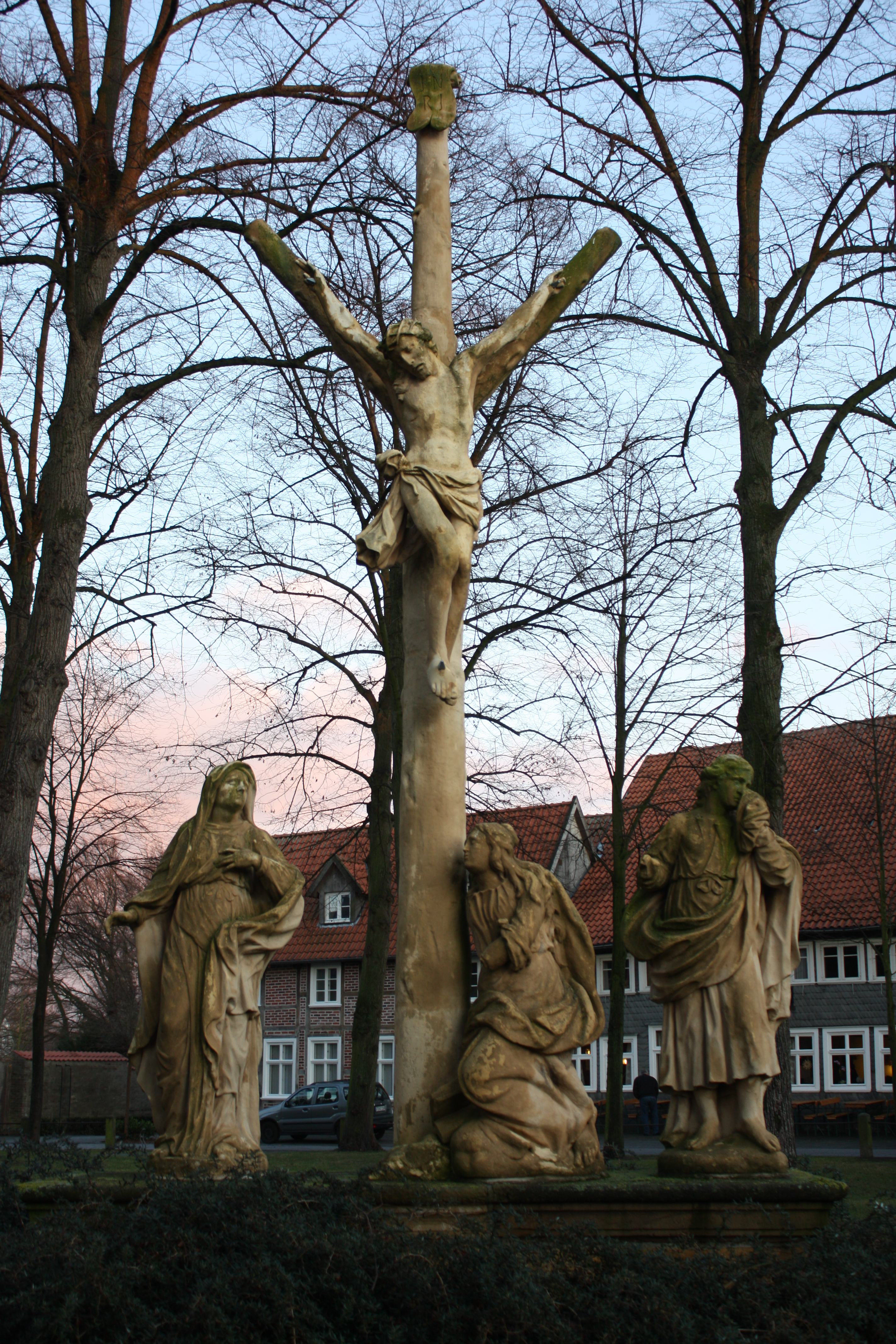
Kreuzigungsgruppe mit Gabelkreuz auf dem Kirchplatz

- Der Hochaltar ist ein geschnitztes Retabel, das Szenen aus dem Leben Jesu zeigt. Das Gesprenge ist nicht überliefert. Der Altar wurde von August Bücker gebaut und die Figuren und Reliefs sind Arbeiten von Heinrich Hartmann.[1]
- Die Kanzel ist aufwendig gestaltet, sie wurde in der Zeit von 1902 bis 1904, zusammen mit den Beichtstühlen, in der Werkstatt Diedrichs & Knoche gebaut.
- Der Orgelprospekt von 1699 steht in dem zum Schiff geöffneten Turmjoch, vorher stand hier die Nonnenempore. Der Prospekt wurde nach einer Bezeichnung 1721 ergänzt. Die Fassung des 18. Jahrhunderts wurde 1986 aufgedeckt und restauriert.
- Eine Reliquie der Hl. Christina, die Schädeldecke der Heiligen, wurde 900 durch Bischof Egilmar von Osnabrück von Rom nach Herzebrock gebracht. Zwei Kardinäle bestätigen in einer Urkunde vom 20. Juni 1419 einen 100-Tage-Ablass für Gläubige, die am Festtag der Christina zum Kloster wallfahrten und die Kirche finanziell unterstützen. Die Reliquie ist auf dem Christinenaltar ausgestellt.
- Der Rosenkranzaltar stammt aus der Zeit des spätgotischen Baues. Er stand früher vermutlich auf dem Nonnenchor. Ein Maler aus dem Kreis der Wiedenbrücker Schule, Becker-Brockhinke, erweiterte den Marienaltar zum Rosenkranzaltar. Einige Teile des Altares werden in National Gallery in London und im Kunstmuseum Münster gezeigt. Die Heimatstube Herzebrock beheimatet farbig gefasste Kopien dieser Teile. Hier werden auch noch andere Gegenstände aus der Klosterzeit gezeigt.[2]
- Von einem Christinenaltar aus der Zeit von 1902 bis 1904 sind Reste erhalten.
- Der Christuskorpus der Kreuzigungsgruppe von der zweiten Hälfte des 17. Jahrhunderts wurde 1963 erneuert. Die Gruppe steht im Außenbereich.
- Eine weitere Kreuzigungsgruppe mit einem Gabelkreuz steht auf dem umbauten Kirchplatz. Sie wurde im 18. Jahrhundert geschaffen.
- Die Madonna aus Baumberger Sandstein stammt aus der Zeit um 1330. Das ehemalige Lilienzepter ist verloren. Die Reste der ursprünglichen Fassung wurden 1963 freigelegt.
- Eine Glocke mit besonders gutem Klang wurde 1507 von Wolter Westerhues gegossen. Drei andere Glocken wurden im 16. Jahrhundert sowie 1679 und 1716 gegossen.

## Ausgrabungen
Auf dem Grundstück an der Westseite des Turmes wurden 1963 bei Ausschachtungsarbeiten ausgehöhlte Baumstämme zutage, sie wurden vermutlich früher als Wasserleitung genutzt. Außerdem wurden alte Eichenbohlen und -bretter gefunden. Bei weiteren Arbeiten im Jahr 1983 wurden in einem Meter Tiefe zwei mit Mörtel gemauerte, parallel laufende Mauern ergraben. Aus diesen Hinweisen wurde geschlossen, das die Klosteranlage bis zu dem dritten Brand im Jahr 1314 hier stand.

## Historische Ansichten
Albert Ludorff beschrieb und dokumentierte in seinem Werk Die Bau- und Kunstdenkmäler von Westfalen Band 10 Kreis Wiedenbrück von 1901 die Kirche. Einige historische Fotos sind hier zur Ergänzung eingefügt.

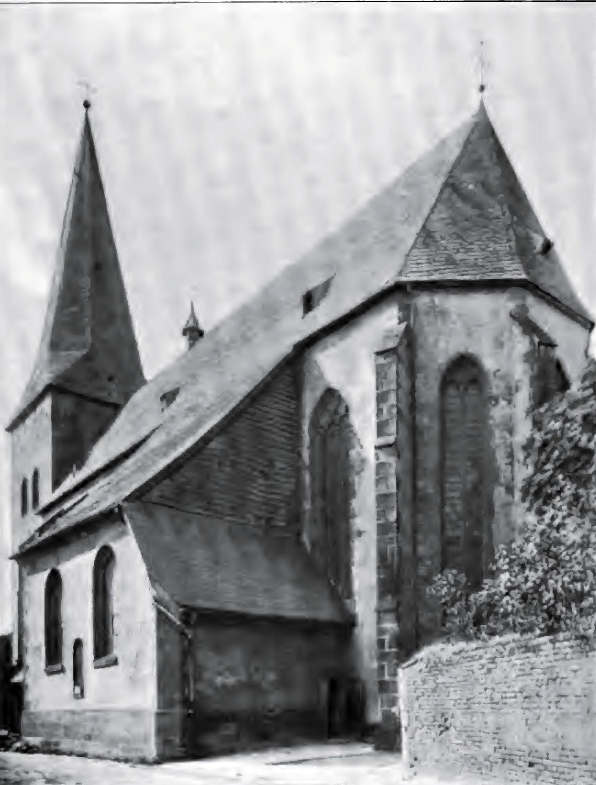
Pfarrkirche St. Christina, Ansicht von 1899
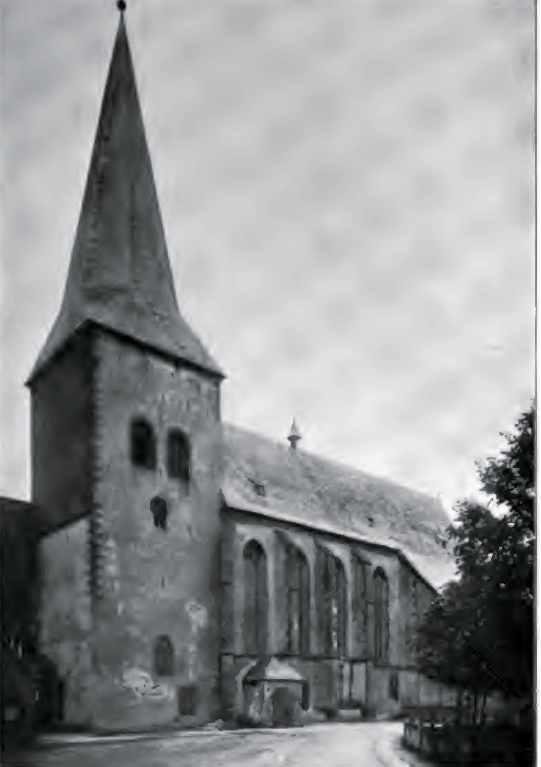
St. Christina, Historische Ansicht um 1900
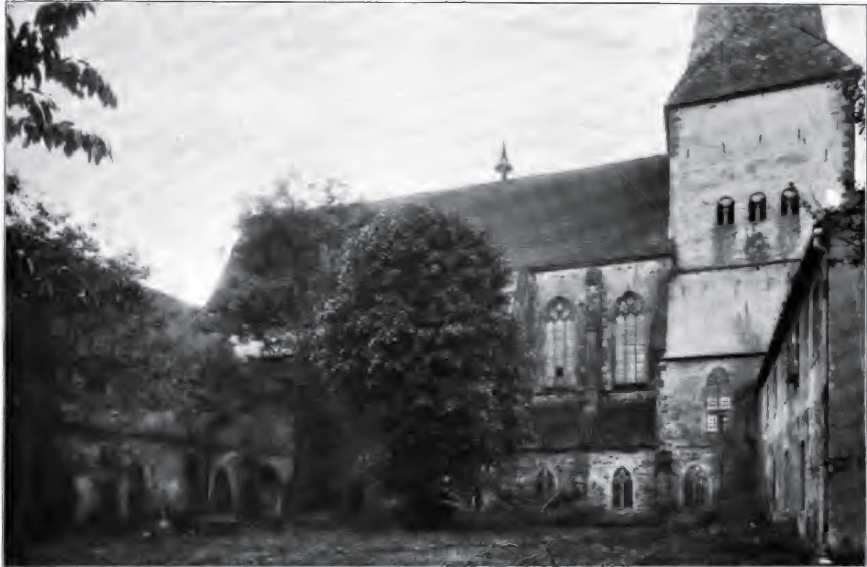
St. Christina Außenansicht mit Kreuzgang um 1900
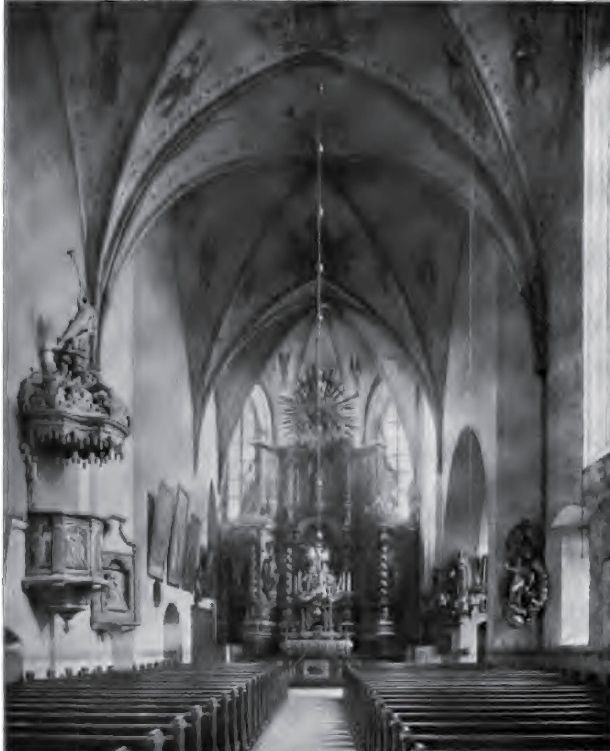
Innenansicht nach Osten
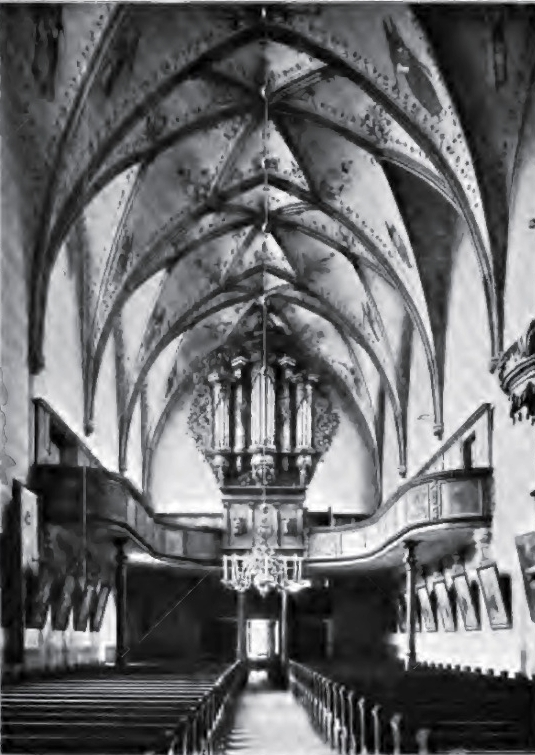
Innenansicht in Richtung Orgel
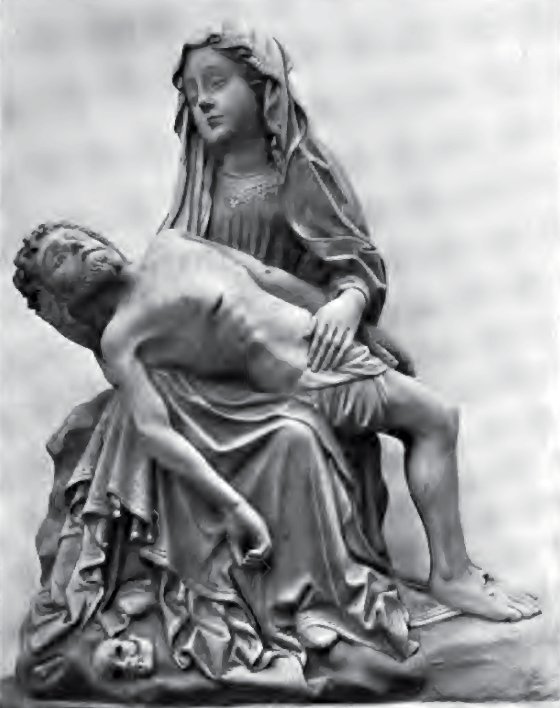
Die Pietà im Zustand vor 1900
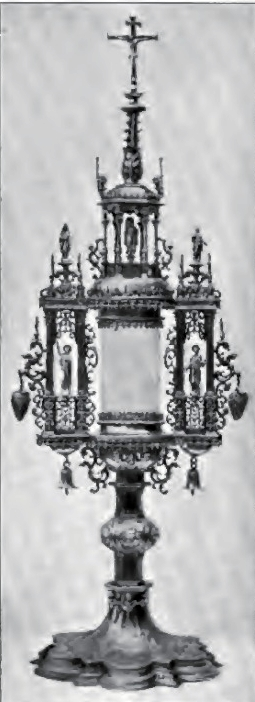
Die historische Monstranz
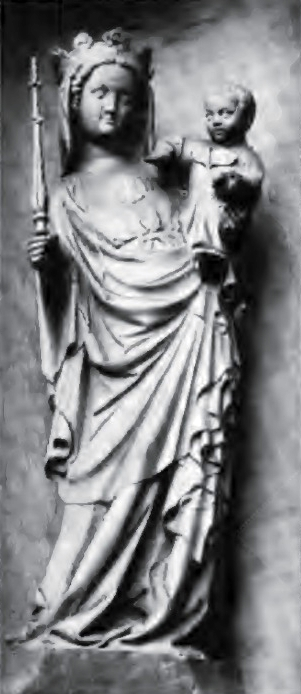
Die Madonna, Darstellung des Zustandes vor 1900